# Czwartek (film)
Czwartek (ang. Thursday) – amerykański film sensacyjny z 1998 roku, zawierający elementy czarnej komedii.

## Opis fabuły[1]
Casey Wells, były handlarz narkotyków, prowadzi obecnie uczciwe życie w Houston jako architekt. Pewnego dnia odwiedza go dawny wspólnik, Nick, i zostawia na "przechowanie" walizkę pełną heroiny. Po odkryciu zawartości walizki, Casey spuszcza heroinę do ścieków. Wkrótce okazuje się, że zaginionym towarem interesuje się wiele osób.

## Obsada
- Thomas Jane - Casey Wells
- Aaron Eckhart - Nick
- Paulina Porizkova - Dallas
- James LeGros - Billy Hill
- Paula Marshall - Christine
- Michael Jeter - doktor Jarvis
- Glenn Plummer - Ice
- Mickey Rourke - detektyw Kasarov
- Shawn Michael Howard - Jimmy
- Gary Dourdan - Lester "Ball-peen" James
- Luck Hari - Cashier
- Bari K. Willerford - policjant
- Brian Hooks - Jary